# Duke of Buckingham and Normanby

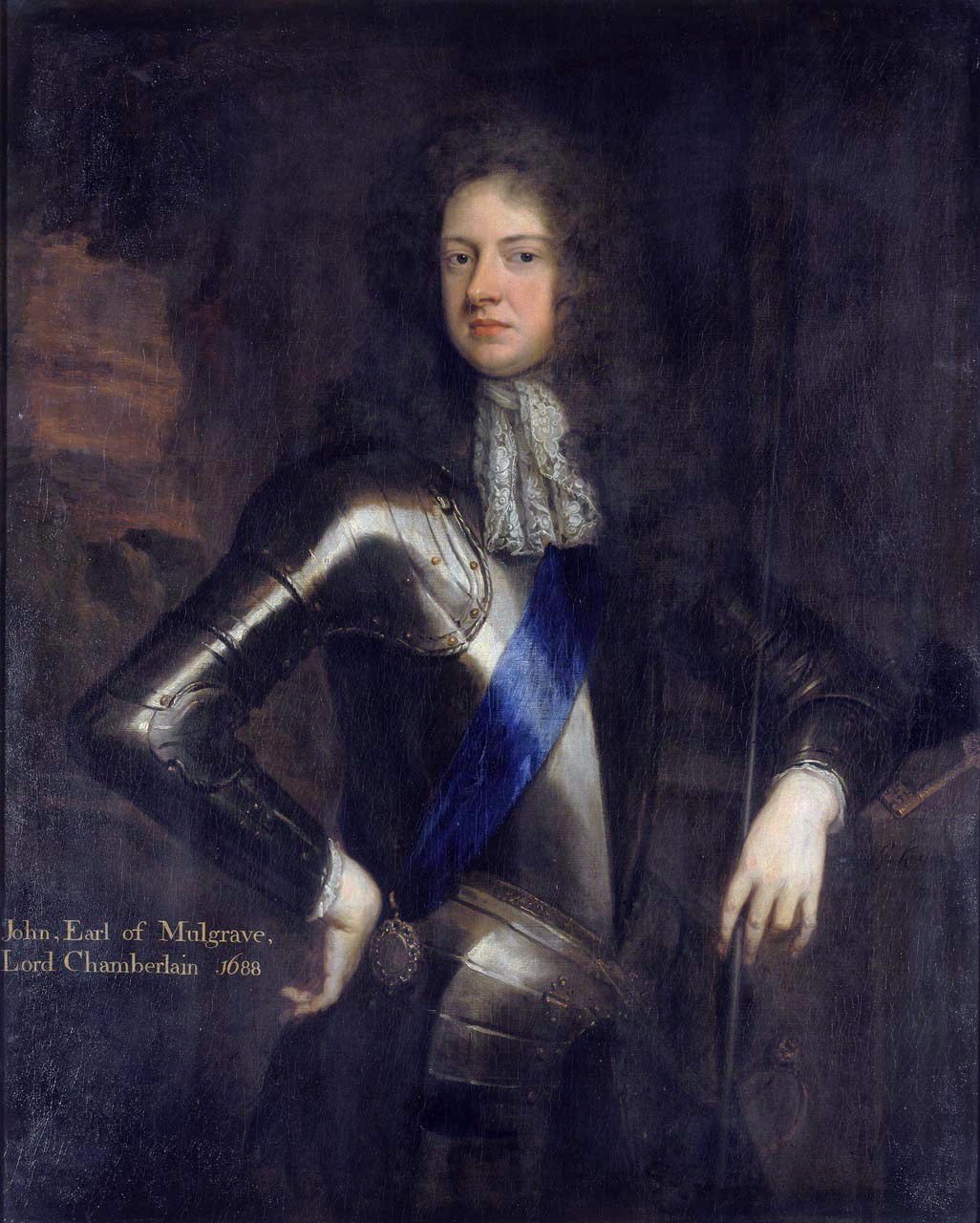
John Sheffield, 1. Duke of Buckingham and Normanby

Duke of Buckingham and Normanby war ein erblicher britischer Adelstitel in der Peerage of England.
Familiensitz der Dukes war Buckingham House in Westminster, London.

## Verleihung
Der Titel wurde am 23. März 1703 an John Sheffield, 1. Marquess of Normanby verliehen. Dieser war bereits am 10. Mai 1694 zum Marquess of Normanby erhoben worden und hatte 1658 von seinem Vater die Titel 3. Earl of Mulgrave und 5. Baron Sheffield geerbt.
Die Titel erloschen beim kinderlosen Tod seines jüngsten Sohnes, des 2. Dukes, am 30. Oktober 1735.

## Liste der Dukes of Buckingham and Normanby (1703)
- John Sheffield, 1. Duke of Buckingham and Normanby (1648–1721)
- Edmund Sheffield, 2. Duke of Buckingham and Normanby (1716–1735)